# Kim Jae-Yup
Kim Jae-Yup (en coreano: 김 재엽; 17 de mayo de 1965) es un deportista surcoreano que compitió en judo.
Participó en dos Juegos Olímpicos de Verano en los años 1984 y 1988, obteniendo dos medallas, plata en Los Ángeles 1984 y oro en Seúl 1988. En los Juegos Asiáticos de 1986 consiguió una medalla de oro.
Ganó una medalla de oro en el Campeonato Mundial de Judo de 1987, y una medalla de bronce en el Campeonato Asiático de Judo de 1988.

## Palmarés internacional
| Juegos Olímpicos    | Juegos Olímpicos             | Juegos Olímpicos  | Juegos Olímpicos |
| Año                 | Lugar                        | Medalla           | Categoría        |
| ------------------- | ---------------------------- | ----------------- | ---------------- |
| 1984                | Los Ángeles (Estados Unidos) | Medalla de plata  | –60 kg           |
| 1988                | Seúl (Corea del Sur)         | Medalla de oro    | –60 kg           |
| Campeonato Mundial  |                              |                   |                  |
| Año                 | Lugar                        | Medalla           | Categoría        |
| 1987                | Essen (RFA)                  | Medalla de oro    | –60 kg           |
| Juegos Asiáticos    |                              |                   |                  |
| Año                 | Lugar                        | Medalla           | Categoría        |
| 1986                | Seúl (Corea del Sur)         | Medalla de oro    | –60 kg           |
| Campeonato Asiático |                              |                   |                  |
| Año                 | Lugar                        | Medalla           | Categoría        |
| 1988                | Damasco (Siria)              | Medalla de bronce | –60 kg           |